# Lez Spread the Word
Lez Spread The Word (LSTW) est une publication artistique imprimée canadienne bilingue, publiée une fois par année, et distribuée dans plus de 20 villes en Amérique du Nord et en Europe. Le magazine s'adresse aux femmes lesbiennes, bisexuelles et personnes trans et queers .

## Historique
LSTW nait en janvier 2012, sur une plateforme web, au départ, l'organisation vise à rassembler la communauté lesbienne et queer de Montréal en organisant des soirées de rencontres ponctuelles pour lesbiennes.  
En 2014, l'organisation crée Féminin/Féminin, une web-série sur un groupe de femmes lesbiennes de Montréal, qui rencontre un succès suffisant pour lancer une version papier de la plateforme web LSTW. Le magazine est créé dans l'objectif de mettre de l'avant des modèles inspirants de femmes lesbiennes. La mission du magazine est aussi de permettre à la communauté des femmes queers de se rencontrer.   
Le magazine est lancé en 2016 par la réalisatrice et scénariste québécoise Chloé Robichaud ainsi que la spécialiste du développement des affaires et directrice artistique Florence Gagnon.  
En 2020, en collaboration avec la Brasserie Harricana, LSTW lance sa propre bière, nommée #12,. 

## Prix et honneurs
- Finaliste du Prix Droits et Libertés 2018, de la Commission des droits de la personne et des droits de la jeunesse[11].
- Médaillé d'or du Prix du Magazine Canadien dans la catégorie Grand Prix du Numéro en 2019[12].
- Médaillé d'or du Prix du Magazine Canadien dans la catégorie Grand Prix de la Direction artistique en 2020[13].
- Médaillé d'argent du Prix du Magazine Canadien dans la catégorie Grand Prix du Numéro en 2020[13].
- Médaillé d'or du Prix du Magazine Canadien dans la catégorie Grand Prix de l'Éditeur en 2021[14].
- Médaillé d'or du Prix du Magazine Canadien dans la catégorie Meilleur magazine : intérêt spécial et Magazine Grand Prix en 2023[1],[15].